# اعلان استقلال اندونزی

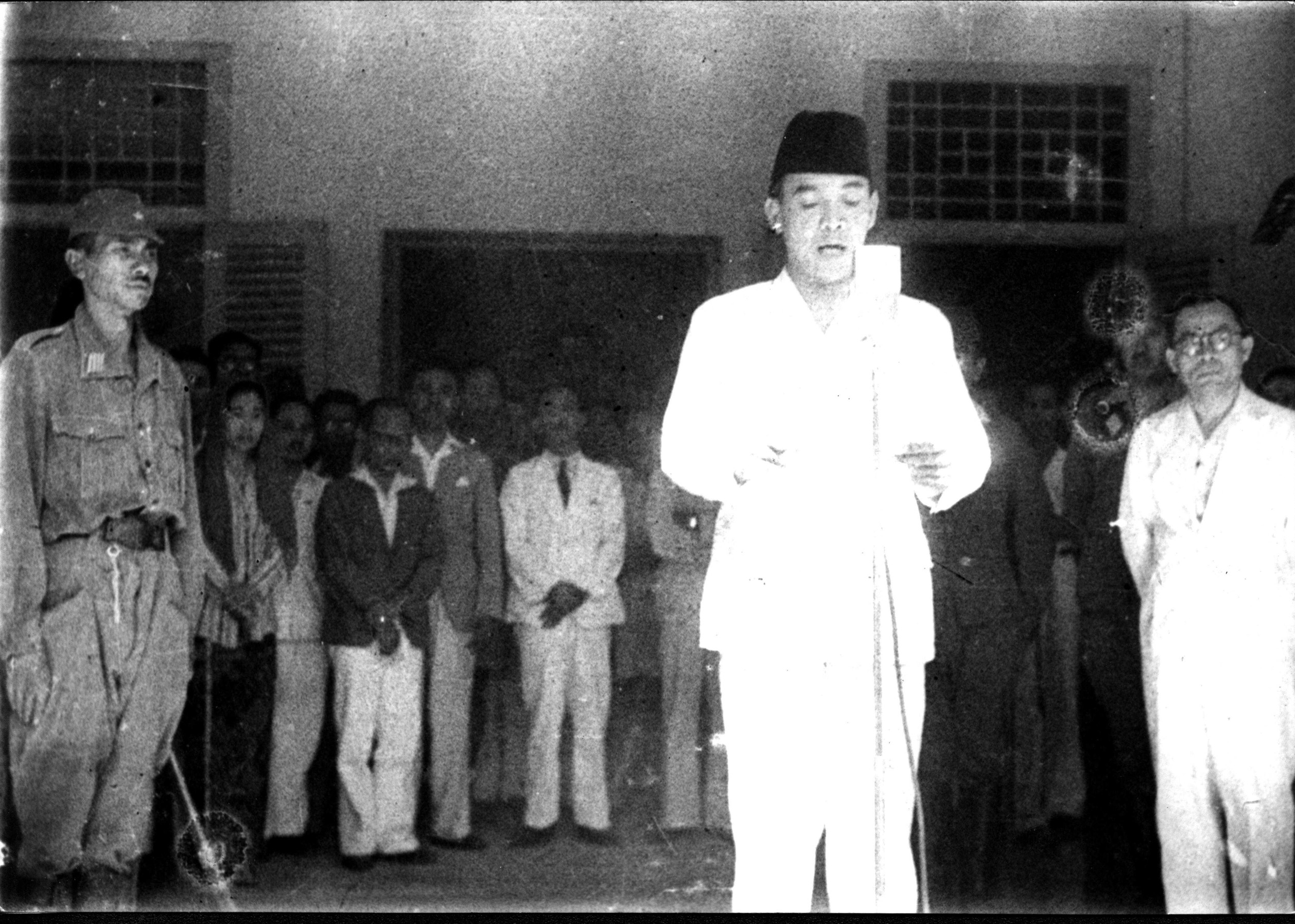
سوکارنو همراه با محمد حتا (راست)، اعلام استقلال اندونزی

اعلان استقلال اندونزی (اندونزیایی: Proklamasi Kemerdekaan Indonesia) طی اعلامیه ای در روز جمعه ۱۷ اوت ۱۹۴۵ در ساعت ۱۰ صبح خوانده شد. با این اعلامیه، شروع مقاومت سیاسی و نظامی در برابر نیروهای هلندی و غیرنظامیان طرفدار هلند، اعلام شد و تا زمانی که هلند در سال ۱۹۴۹ رسماً به استقلال اندونزی اعتراف کرد، ادامه داشت. 
در سال ۲۰۰۵، هلند اعلام کرد که تصمیم گرفته روز ۱۷ اوت ۱۹۴۵ را به عنوان تاریخ استقلال دفاکتو اندونزی بپذیرد. در سال ۲۰۱۳، سوکوتیو، تاریخدان اندونزیایی، در مصاحبه ای از دولت هلند خواست تا رسماً استقلال کشورش در تاریخ ۱۷ اوت ۱۹۴۵ را تأیید کند. سازمان ملل متحد که در این درگیری دخالت داشت تاریخ ۲۷ دسامبر ۱۹۴۹ را رسماً به عنوان روز استقلال اندونزی اعلام کرد.

## اعلام
این سند توسط احمد سوکارنو که با نوشتار قدیمی هلندی به نام سوئه کارنو امضا می‌کرد امضا شد و محمد حتا که به عنوان معاون رئیس جمهور  انتخاب شد نیز روز بعد (در ۱۷ اوت ۱۹۴۵) آن را امضا کرد.
پیش‌نویس اطلاعیه، در شب ۱۶ اوت توسط سوکارنو، حتا و سوباردیو، در خانه معاون دریادار مائه دا مینورو تاداشی تهیه شد. این خانه هم‌اکنون موزه اعلامیه استقلال اندونزی است. نسخه اصلی اعلامیه استقلال اندونزی توسط سیوتی ملیک تایپ شد. مائه دا در آن زمان در طبقه بالا در حال استراحت بود. او با ایده استقلال اندونزی موافق بود و خانه‌اش را برای تهیه این اطلاعیه در اختیار این گروه قرار داده بود.
در حالی که آماده‌سازی رسمی اعلامیه و اعلان استقلال رسمی این موضوع، چند ماه پیش به دقت برنامه‌ریزی شده بود، تاریخ رسمی اعلام تقریباً به‌طور ناخواسته با  تسلیم بدون قید و شرط ژاپن به متفقین در ۱۵ اوت ۱۹۴۵ پس از بمباران اتمی هیروشیما و ناکازاکی مصادف شد.
این رویداد تاریخی با فشار چند فعال جوان رادیکال مانند آدم مالک و جلال صالح به سوکارنو  و محمد حتا برای اعلام استقلال بوقوع پیوست. تمام احزاب که در لحظات تاریخی این رویداد شرکت داشتند، با راه حل مصالحه موافقت کردند که تنها سوکارنو و محمد حتا متحدا «به نام ملت اندونزی» این بیانیه را امضا کنند.

## پیش‌نویس سند

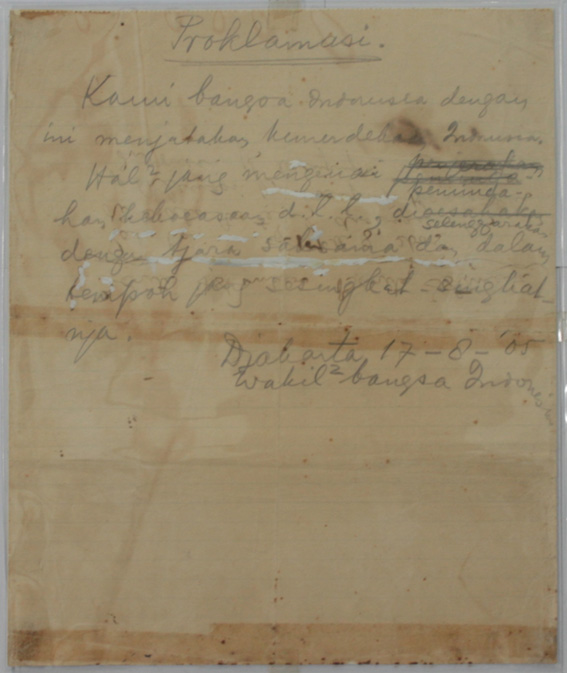
پیش نویس اعلامیه استقلال

پیش‌نویس سند اعلامیه استقلال در شب ۱۶ اوت ۱۹۴۵ تهیه شد.

### اندونزیایی
Proklamasi
Kami, bangsa Indonesia, dengan ini menjatakan kemerdekaan Indonesia.
Hal2 jang mengenai pemindahan kekoeasaan d.l.l. , diselenggarakan dengan tjara saksama dan dalam tempoh jang sesingkat-singkatnja
Djakarta, 17-8-'05

Wakil2 Bangsa Indonesia 

## سند نهایی اعلام استقلال

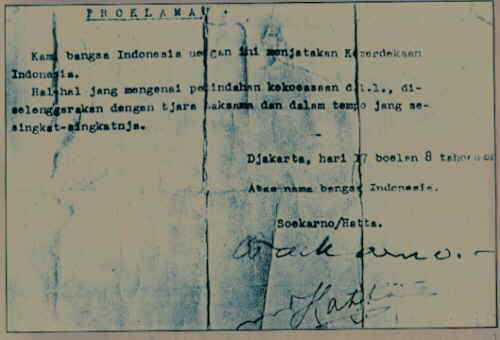
بیانیه رسمی استقلال اندونزی

P R O K L A M A S I

ما مردم اندونزی استقلال اندونزی را اعلام می‌کنیم

موضوعات مربوط به انتقال قدرت و امور وابسته به آن بصورتی مسؤلانه، هشیارانه و در اسرع وقت انجام خواهد شد.

جاکارتا، هفدهم ماه هشتم از سال ۰۵۱
به نام مردم اندونزی
امضا: سوکارنو- حتی

## بنای یادبود

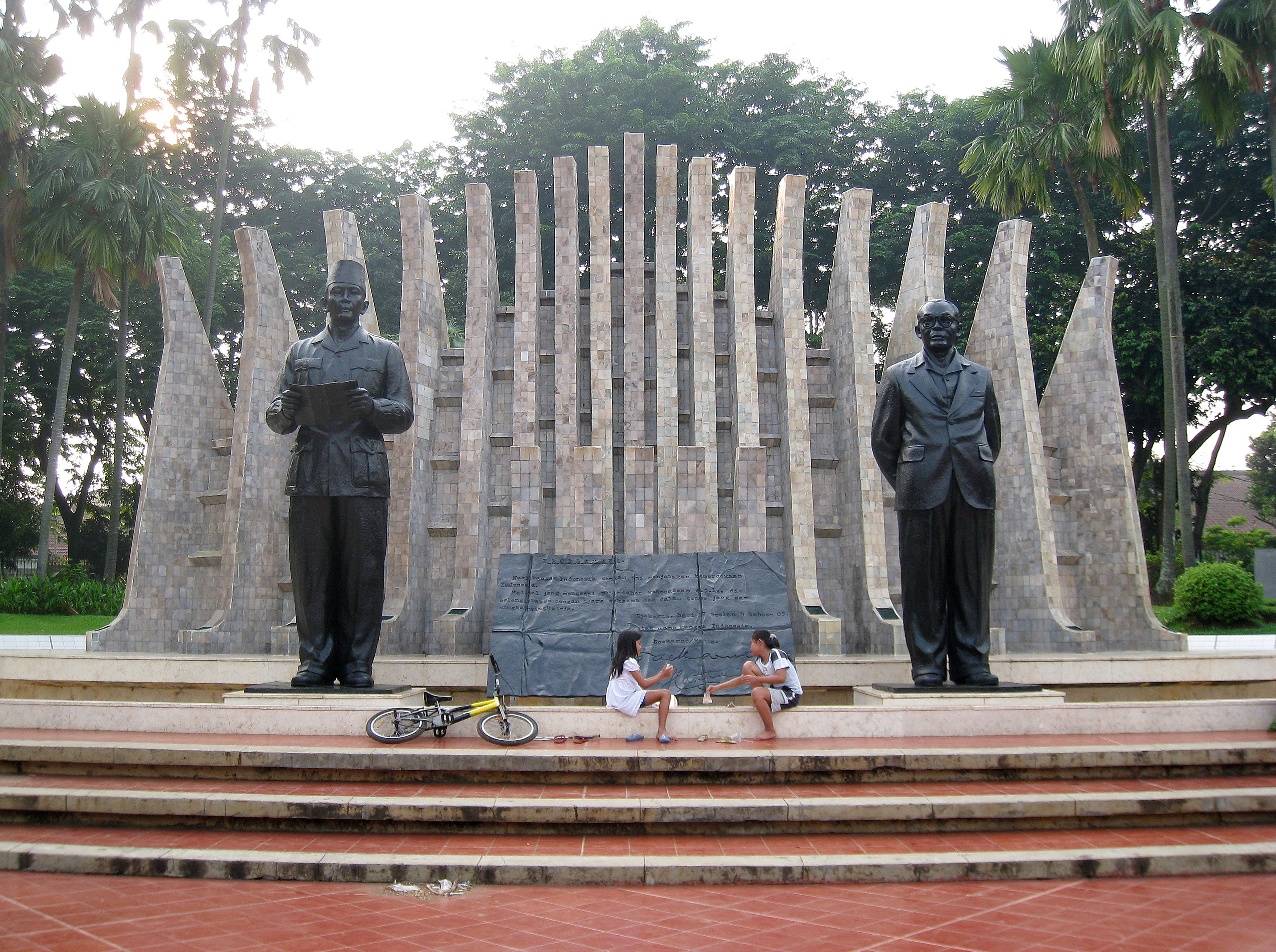
بنای یادبود اعلامیه استقلال اندونزی

## اسکناس

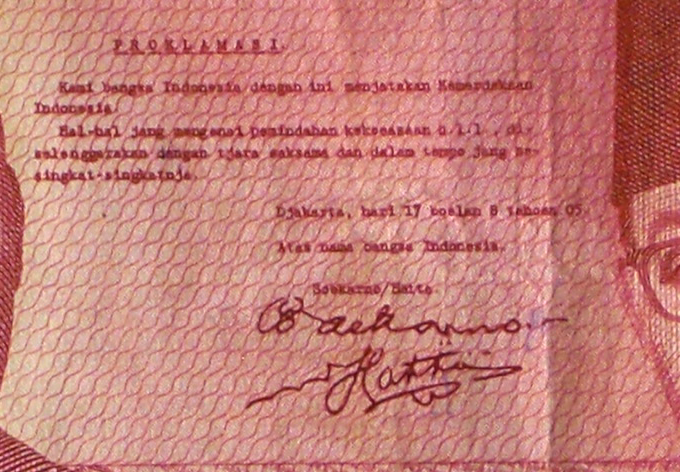
یک اسکناس ۱۰۰۰۰۰ روپیه، حاوی اعلامیه استقلال است.

این اعلامیه روی  اسکناس ۱۰۰۰۰۰ روپیه اندونزی در سال‌های ۱۹۹۹ و ۲۰۰۴ چاپ شده‌است.

## کتاب‌ها
- Anderson, Ben (1972). Java in a Time of Revolution: Occupation and Resistance, 1944-1946. Ithaca, N.Y.: Cornell University Press. ISBN 0-8014-0687-0.
- Ricklefs, M.C. , 1981, A History of modern Indonesia Macmillan Southeast Asian Reprint, p198
- Lembaga Soekarno-Hatta, 1984 Sejarah Lahirnya Undang Undang Dasar 1945 dan Pancasila, Inti Idayu Press, Jakarta, p19
- Direktorat Jenderal Kebudayaan Departemen Pendidikan dan Kebudayaan,1991:52-53.